# Anarrhinum
Las plantas del género Anarrhinum son hierbas bienales o perennes. Presenta hojas basales en roseta, mientras que las caulinares son alternas, generalmente palmatisectas. Las flores se encuentran dispuestas en racimos bracteolados, y presentan un cáliz con 5 lóbulos iguales, separados hasta casi la base. La corola es marcadamente zigomorfa, con el labio superior bilobado y el inferior trilobado, sin paladar; el tubo está prolongado en la base, formando un espolón curvo. El estigma es capitado. El fruto es una cápsula subglobosa, poricida, con semillas ovoideas, equinuladas.

## Taxonomía
El nombre actual del género Anarrhinum fue puesto por René Louiche Desfontaines (Desf.) en 1798, descrito en su obra Flora Atlantica volumen 2, página 51. Pero anteriormente fue denominado como Simbuleta por Peter Forsskål (Forskk.), en 1775, en su obra Flora Aegyptiaco-Arabica (página 115), que escribió junto a su amigo Carsten Niebuhr, pero que no se publicó hasta 1837.

## Especies
- Anarrhinum bellidifolium (L.) Willd. – Suroeste de Europa.
- Anarrhinum forskaohlii (J.F.Gmel.) Cufod. – África tropical.
  - Anarrhinum forskaohlii subsp. abyssinicum (Jaub. & Spach) Sutton.
- Anarrhinum fruticosum Desf. – Marruecos, Argélia, Túnez, Libia y Sureste de España.
  - Anarrhinum fruticosum subsp. brevifolium (Coss. & Kralik) Sutton – Túnez y Libia.
  - Anarrhinum fruticosum subsp. demnatense (Coss.) Maire – Endémico de Marruecos.
  - Anarrhinum fruticosum subsp. fruticosum Desf. – Argelia y Marruecos.
  - Anarrhinum fruticosum var. delonii Maire – Pendiente de estudio.
- Anarrhinum laxiflorum Boiss. – Marruecos y Sur de España.
- Anarrhinum pedatum Desf. – Marruecos, Argélia y Túnez.

## Enlaces y referencias
- Base de données des plantes à fleurs d’Afrique
- Flora Vascular de Andalucía Occidental B. Valdés, S. Talavera, E. Fernández-Galiano, Ed. KETRES editora S.A.

- Datos: Q3113154
- Multimedia: Anarrhinum / Q3113154
- Especies: Anarrhinum